# Gornje Podunavlje
Gornje Podunavlje (zu Deutsch Obere Donauniederung) ist ein Naturreservat im Bezirk Zapadna Bačka im Nordwesten der autonomen Provinz Vojvodina in Serbien. Es gehört zu den fünf Spezial-Naturreservaten Serbiens.
Es stellt ein sehr wichtiges Schutzgebiet dar, das seit dem Jahr 1982 auf einer Fläche von 10.000 Hektar entlang der Donau besteht. In ihm befindet sich einer der letzten Riedwälder mit vielen Gewässern, Sumpfteilen und Wiesen, der sehr reich an verschiedensten Tier- und Pflanzenarten ist. Dieses Reservat grenzt im Norden an den Nationalpark Donau-Drau in Ungarn und im Westen an den Naturpark Kopački rit in Kroatien.

## Flora
Hier gedeihen zum Beispiel die Silberweide, die Schwarz-Pappel, die Weißpappeln und die euroamerikanische Pappel, doch am eindrucksvollsten sind die Wälder mit den Steineichen, die ihre Plätze zeitlich aufgrund der künstlichen Dämme anderen Pflanzenarten überlassen.

## Fauna

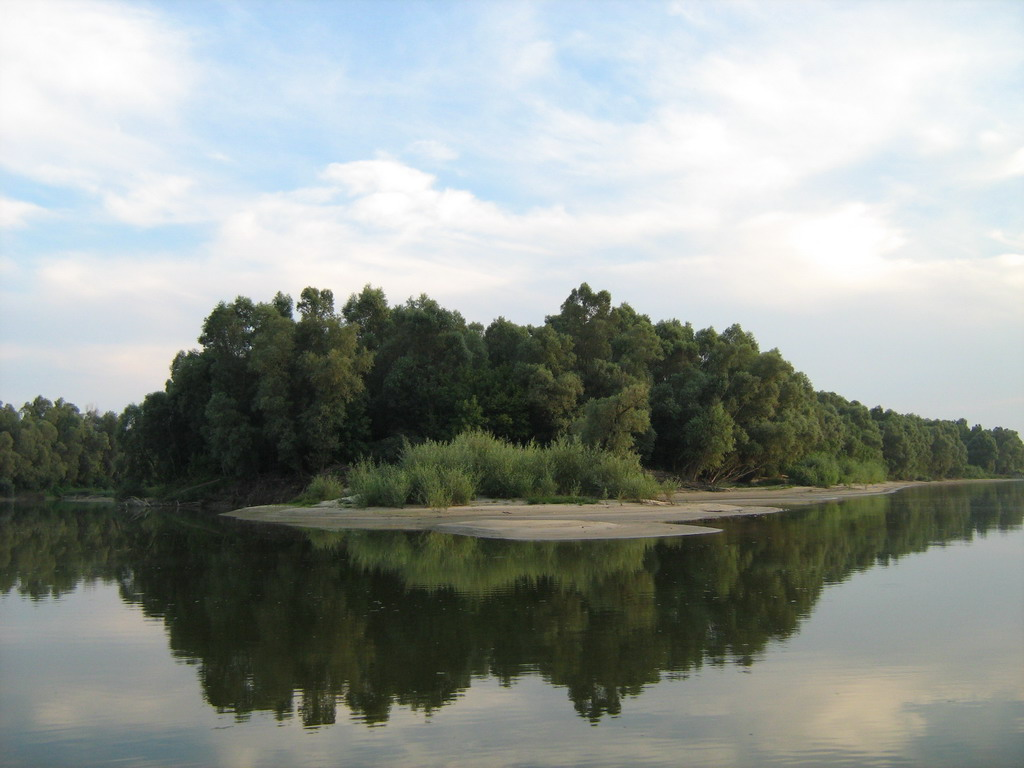
Gornje Podunavlje

Viele Säugetiere leben in diesem Reservat, verschiedenste Mäusearten und sogar einige Wildarten wie Hirsche.
In diesem Naturgebiet ist die Vogelwelt besonders ausgeprägt. Sie ist mit über 230 Arten auch die abwechslungsreichste in Serbien, da 70 Prozent der serbischen Vogelarten hier zu finden sind.
Die bedeutendsten Tierarten im Reservat sind:
- Der Kormoran ist eine, in Serbien seltene Vogelgattung, die dort bereits als ausgestorben galt. Doch einige Kormoranbesiedelungen sind in den letzten fünfzehn Jahren wieder erschienen. Bei der Nahrungssuche sind diese Vögel sehr oft im Reservat zu sehen.
- Der Schwarzstorch ist in Serbien sehr selten. Im Reservat leben etwa 25 Storchpaare, was ein Viertel der gesamten serbischen Schwarzstorch-Population ist.
- Der Reiher ist hier ebenfalls präsent mit einigen ständigen Ansiedlungen, laut den Reservatstatistiken aus dem Jahre 1999.
- Der Seeadler ist der größte Greifvogel Europas. 30 Prozent der Seeadler in Serbien und Montenegro brüten ihre Eier in diesem Naturreservat.
- Sowohl Wildenten als auch Wildgänse versammeln sich hier im Winter und zur Paarungszeit. Es wurden im Laufe der Jahre immer mehr Paare festgestellt.

Das Reservat ist auch reich an Fischarten. Die günstigen Bedingungen ermöglichen den Fischen die rasche Vermehrung. Zirka 50 Süßwasserfischarten sind im Reservat zu finden. Die häufigsten Arten sind der Karpfen, der Wels, der Hecht, der Zander. Sehr starke Bemühungen des Reservates gehen dahin, die Quantität der Fische aufrechtzuerhalten.